# Trasporti in Italia
(prof. Ing. Vincenzo Leuzzi, Direttore dell'Istituto dei Trasporti dell'Università La Sapienza, "I trasporti in Italia" in "Ambiente e informatica: problemi nuovi della società contemporanea." Vol. 16. Servizio studi, legislazione e inchieste parlamentari, 1974.)

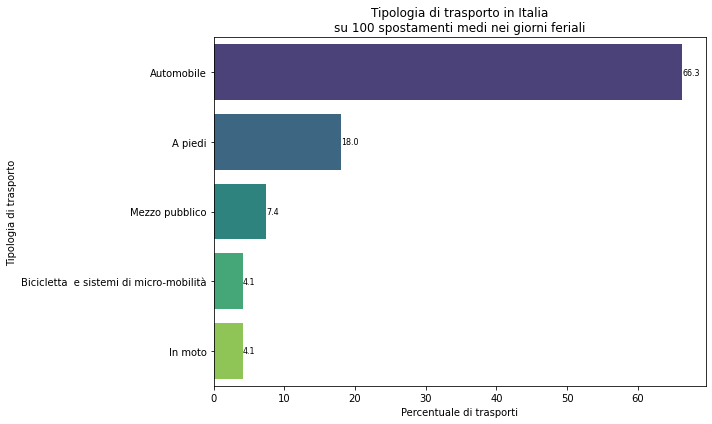
Fonte:[https://www.ilsole24ore.com/art/cnel-trasporto-pubblico-italia-e-molto-sotto-media-ue-AGT5UF2 IlSole24Ore

La rete dei trasporti in Italia comprende le seguenti infrastrutture: 156 porti, una rete ferroviaria di 24.567 km, una rete stradale (strade statali, regionali, provinciali, comunali) di 837.493 km, una rete autostradale di 7.016,4 km e 126 aeroporti.

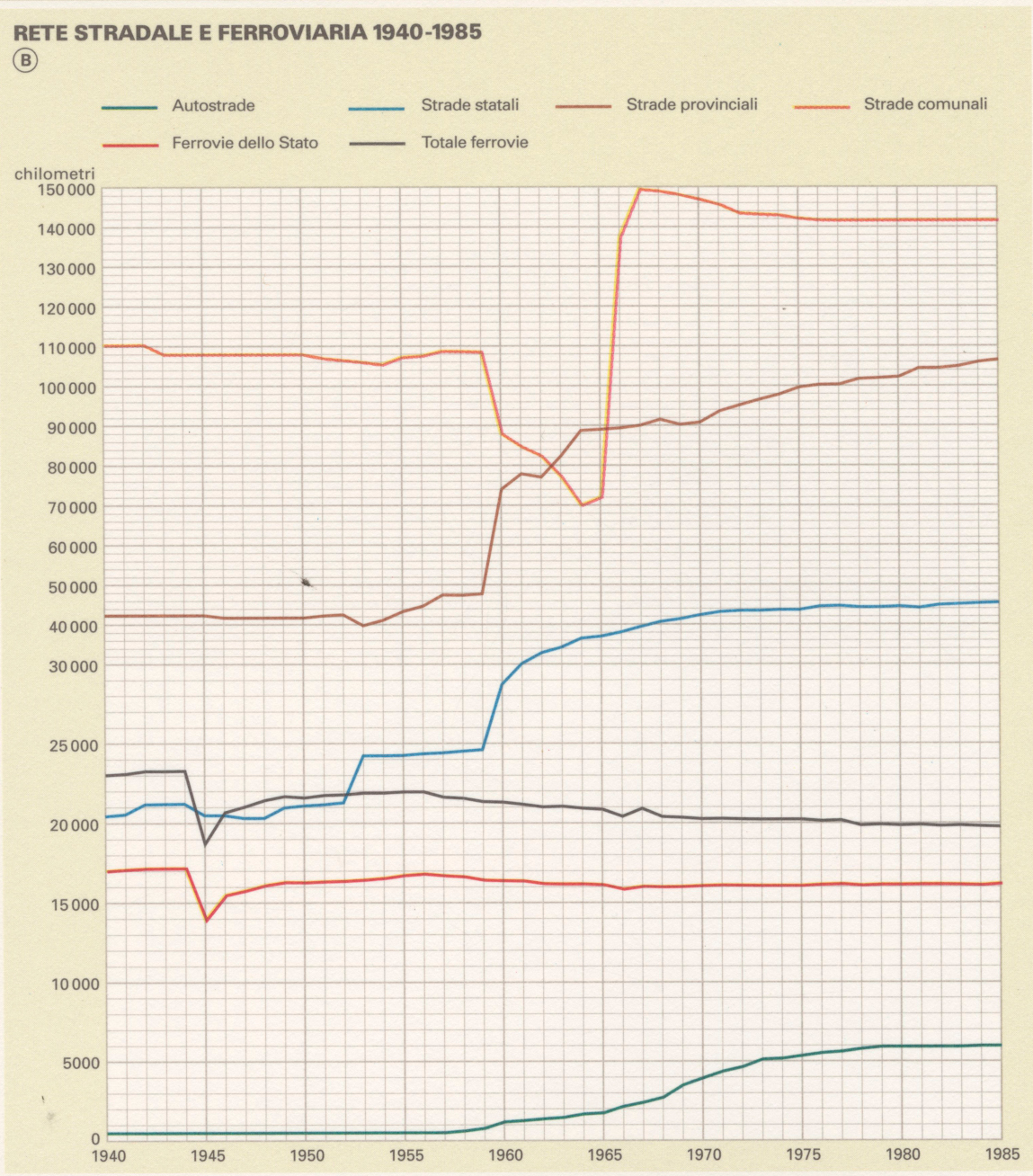
Diagramma di confronto della crescita delle reti stradali e ferroviarie in Italia dal 1940 al 1985.

## Sistema stradale e autostradale
- totali: 654.676 km (1998)

Tutte le autostrade italiane sono asfaltate.
Le strade sono classificate sia dal punto di vista amministrativo (strada statale, strada regionale, strada provinciale e strada comunale) sia dal punto di vista tecnico-costruttivo (cat. B, cat. C, cat. D e E).
Le autostrade sono di categoria A e gestite o dall'ANAS o da società firmatarie di convenzioni con l'ANAS stesso.
La nomenclatura delle strade prevede che esse siano identificate dalle sigle: A, SS, SR, SP, SC seguite da un numero.
Il 2023 è l'anno che ha visto il record di transiti di TIR sulle autostrade italiane, a conferma del predominio del trasporto su gomma rispetto alle altre tipologie di trasporto in Italia.

## Sistema ferroviario

### Ferrovie
- totale: 19.779 km, sono incluse la Sardegna e la Sicilia.
- a scartamento standard: 18.071 km con uno scartamento di 1,435 m; le Ferrovie dello Stato operano su 16.832 km di binari standard (elettrificati 12.205 km)
- a scartamento ridotto: 112 km con uno scartamento di 1,000 m, tutti elettrificati; 1.211 km con uno scartamento di 0,950 m dei quali 153 km sono elettrificati. (1998)

Sotto l'aspetto del traffico, le linee sono suddivise in tre categorie:
- linee fondamentali, in totale 6468 km, che hanno un'alta densità di traffico sia viaggiatori che merci e che collegano le principali città del paese;
- linee complementari, in totale 9364 km, con volumi di traffico minori e di carattere prettamente locale. La maggior parte di queste linee sono a binario unico e alcune non sono elettrificate;
- linee di nodo, si sviluppano attorno ad aree metropolitane e permettono l'interconnessione di altre linee complementari e fondamentari, per un totale di 950 km.

Trenitalia S.p.A. è l'azienda delle Ferrovie dello Stato Italiane (FS) che si occupa del trasporto di passeggeri in Italia.
Rete Ferroviaria Italiana S.p.A. è l'azienda delle FS che si occupa della gestione e del potenziamento dell'infrastruttura ferroviaria nazionale.
Esistono altre società ferroviarie, che gestivano ferrovie concesse. Oggi, tuttavia la definizione ferrovia concessa è caduta in disuso e l'utilizzo risulta improprio poiché le dette ferrovie sono diventate tutte di proprietà regionale, le quali, a loro volta, le hanno riassegnate ad aziende in-house come EAV per la Campania, FT e FAL per Puglia e Basilicata, TPER per l'Emilia-Romagna.
La prima ferrovia italiana fu la ferrovia Napoli-Portici: commissionata da re Ferdinando II delle Due Sicilie, fu inaugurata il 3 ottobre 1839.

### Ferrovie AV-AC
Sono attivi 1467 km di alta velocità ferroviaria in tutta Italia (di cui 895 km con velocità pari o superiore a 250 km/h). 
Linee alta velocità attive:
- Torino-Milano (in esercizio)
- Milano-Brescia (in esercizio, fa parte del progetto per la tratta Milano-Verona)
- Padova-Venezia (in esercizio)
- Milano-Bologna (in esercizio)
- Bologna-Firenze (in esercizio)
- Firenze-Roma (in esercizio)
- Roma-Napoli (in esercizio)
- Napoli-Salerno (in esercizio)

Linee alta velocità in progetto o costruzione:
- Milano-Genova (in costruzione)
- Torino-Lione (Francia) (in costruzione)
- Napoli-Bari (in costruzione)
- Salerno-Reggio Calabria (in costruzione)
- Verona-Innsbruck (Austria) (in costruzione)
- Verona-Padova (in costruzione)
- Brescia-Verona (in costruzione)
- Ancona-Milano (in progetto)

### Collegamenti ferroviari con paesi confinanti
Sono attivi collegamenti ferroviari con tutti i paesi confinanti, escluso San Marino.

### Stazioni
Le stazioni della rete ferroviaria italiana sono gestite da diverse società.
L'azienda Grandi Stazioni si occupa del rinnovamento e della manutenzione di quattordici stazioni ferroviarie italiane: quelle di Bari, Bologna, Firenze Santa Maria Novella, Genova Brignole, Genova Piazza Principe, Milano centrale, Napoli Centrale, Palermo, Roma Termini, Roma Tiburtina, Torino Porta Nuova, Venezia Santa Lucia, Venezia Mestre, Verona. Non si tratta necessariamente delle stazioni con maggior traffico di passeggeri.
Un'altra azienda, chiamata Centostazioni, si è occupata della riqualificazione e gestione delle 103 stazioni di RFI di dimensioni medie. Svolto il suo compito, Centostazioni è poi confluita in RFI. Le stazioni più piccole appartenenti al gruppo FSI sono gestite direttamente da RFI.
Le stazioni che non sono di proprietà di RFI sono gestite dalle ferrovie in concessione.
Per quanto riguarda il traffico passeggeri, la situazione è la seguente:
- 9 stazioni hanno un traffico medio annuo intensissimo, superiore a 45.000 passeggeri: Milano centrale, Verona, Venezia Santa Lucia, Venezia Mestre, Bologna, Firenze Santa Maria Novella, Roma Termini e Napoli Centrale.
- 11 stazioni con traffico medio annuo molto alto, compreso tra 20.000 e 45.000 passeggeri;
- 38 stazioni con un traffico medio annuo alto, compreso tra 10.000 e 20.000 passeggeri;
- 55 stazioni  con un traffico medio annuo medio-alto, compreso tra 5.000 e 10.000 passeggeri;
- 257 stazioni  con un traffico medio annuo medio, compreso tra 1.5000 e 5.000 passeggeri;
- 412 stazioni con un traffico medio annuo medio-basso, compreso tra 400 e 1500 passeggeri;
- 957 stazioni  con un traffico medio annuo basso, inferiore ai 400 passeggeri.

## Trasporto pubblico locale

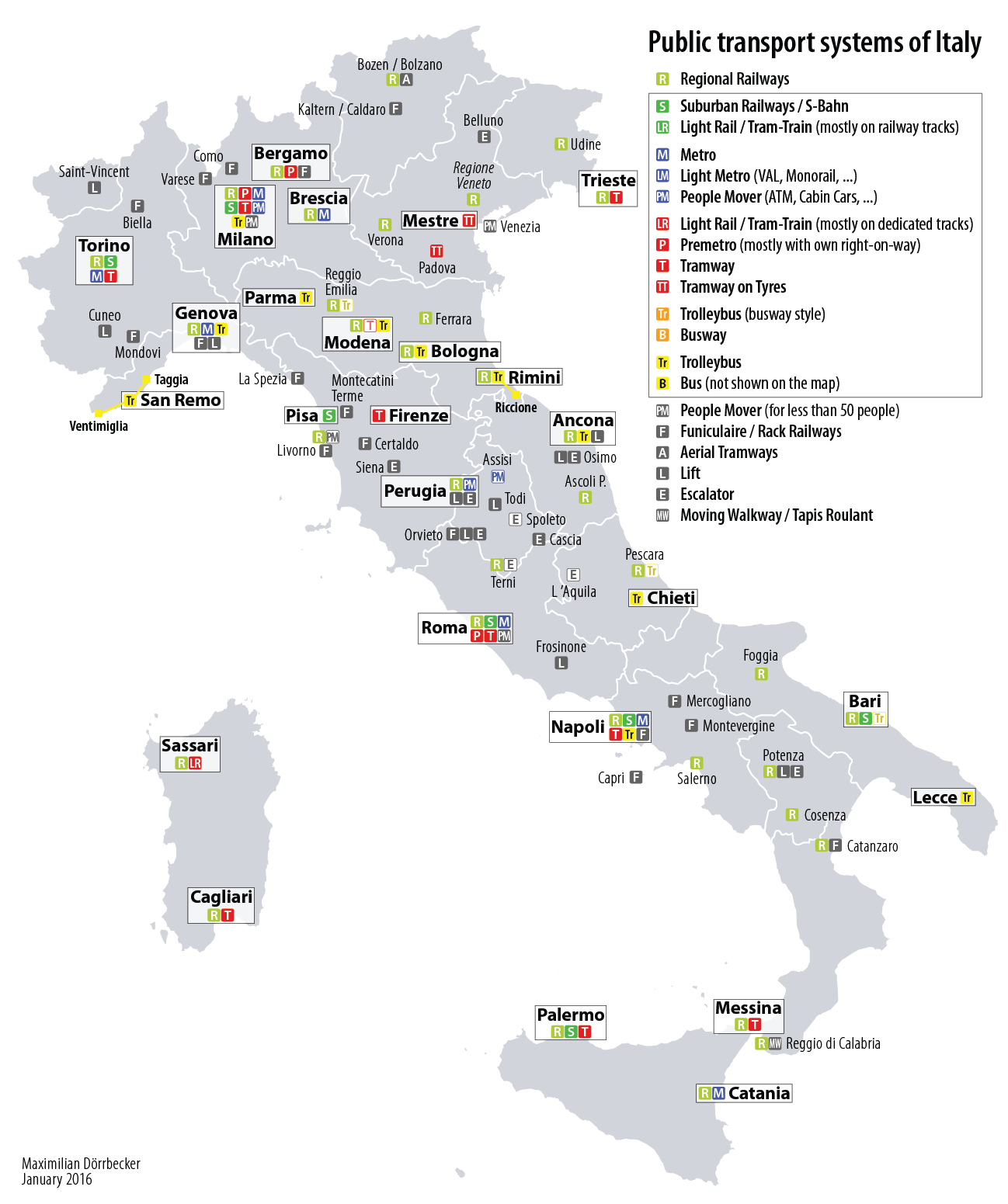
Mappa dei sistemi di trasporto pubblico a percorso fisso
- servizio ferroviario regionale
- ferrovie suburbane
- metropolitane
- tranvie
- filovie
- sistemi ettometrici (funicolari, ascensori, scale mobili, minimetrò)

### Sistemi di metropolitana
- Metropolitana di Brescia, dal 2013 (1 linea - 13,7 km - 17 stazioni)
- Metropolitana di Catania, dal 1999 (1 linea - 8,7 km - 12 stazioni)
- Metropolitana di Genova, dal 1990 (1 linea - 7,1 km - 8 stazioni)
- Metropolitana di Milano, dal 1964 (5 linee - 111,8 km - 134 stazioni)
- Metropolitana di Napoli, dal 1993 (3 linee - 36,4 km - 31 stazioni)
- Metropolitana di Roma, dal 1955 (3 linee - 59,4 km - 73 stazioni)
- Metropolitana di Torino, dal 2006 (1 linea - 15,1 km - 23 stazioni)

### Sistemi di ferrovie urbane, metropolitane e suburbane
- Servizio ferroviario metropolitano di Bari
- Servizio ferroviario metropolitano di Bologna
- Servizio ferroviario metropolitano di Cagliari
- Servizio ferroviario metropolitano di Catanzaro
- Servizio ferroviario urbano di Genova
- Metroferrovia di Messina
- Servizio ferroviario suburbano di Milano
- Servizio ferroviario metropolitano di Napoli
- Servizio ferroviario metropolitano di Palermo
- Servizio ferroviario metropolitano di Perugia
- Servizio ferroviario metropolitano di Potenza
- Servizio ferroviario suburbano di Reggio Calabria
- Servizi ferroviari suburbani di Roma
- Servizio ferroviario metropolitano di Salerno
- Servizio ferroviario metropolitano di Torino

### Sistemi ettometrici

#### Funicolari
- Funicolari di Bergamo (Alta, San Vigilio)
- Funicolare di Biella
- Funicolare di Capri
- Funicolare di Catanzaro
- Funicolare Como-Brunate
- Funicolari di Genova
- Funicolare della Mendola
- Funicolare di Mondovì
- Funicolare di Montecatini Terme
- Funicolare di Montenero
- Funicolare di Montevergine
- Funicolari di Napoli
- Funicolare di Orvieto
- Funicolare di Verona

#### People mover
- Marconi Express per l'Aeroporto Guglielmo Marconi di Bologna
- MeLA (MEtropolitana Leggera Automatica) di Milano
- Minimetrò di Perugia
- People Mover di Venezia
- Pisa Mover

Esistono diversi altri impianti ettometrici in Italia come ad esempio ascensori pubblici e tappeti mobili.

### Sistemi tranviari
Elenco di città con un sistema tranviario:
- Tranvia Bergamo-Albino, dal 2009 (1 linea - 12,5 km)
- Rete tranviaria di Cagliari, dal 2008 (2 linee - 12 km)
- Rete tranviaria di Firenze, dal 2010 (2 linee - 19,3 km)
- Tranvia di Messina, dal 2003 (1 linea - 7,7 km)
- Rete tranviaria di Milano, dal 1881 (17 linee - 157 km)
- Rete tranviaria di Napoli, dal 1875 (3 linee - 11,8 km)
- Tranvia di Padova, dal 2007 (1 linea - 10,3 km)
- Rete tranviaria di Palermo, dal 2015 (4 linee - 23,3 km)
- Rete tranviaria di Roma, dal 1877 (6 linee - 36 km)
- Tranvia di Sassari, dal 2006 (1 linea - 4,3 km)
- Rete tranviaria di Torino, dal 1871 (10 linee - 88,5 km)
- Tranvia di Opicina (Trieste), dal 1902 (1 linea - 5,1 km)
- Rete tranviaria di Venezia, dal 2010 (2 linee - 20 km)

Moltissimi sistemi tranviari sono stati soppressi nei decenni scorsi.

### Sistemi filoviari
Elenco di città con un sistema filoviario:
- Rete filoviaria di Ancona, dal 1949
- Rete filoviaria di Bologna, dal 1991
- Rete filoviaria di Cagliari, dal 1952
- Filovia di Chieti, dal 2009
- Rete filoviaria di Genova, dal 1997
- Rete filoviaria della Spezia, dal 1951
- Rete filoviaria di Lecce, dal 2012
- Rete filoviaria di Milano, dal 1933
- Rete filoviaria di Modena, dal 1950
- Rete filoviaria di Napoli, dal 1940
- Rete filoviaria di Parma, dal 1953
- Filovia di Pescara, dal 2025
- Filovia Rimini-Riccione, dal 1939
- Metromare (Trasporto Rapido Costiero - Rimini FS-Riccione FS), dal 2019
- Rete filoviaria di Roma, dal 2005

In costruzione:
- Rete filoviaria di Verona

Moltissimi sistemi filoviari sono stati soppressi nei decenni scorsi.

### Sistemi su gomma
Praticamente tutte le città di medie e grandi dimensioni possiedono una rete urbana di autobus gestita dalle diverse società e una rete di taxi, anche gli NCC sono molto diffusi.
Venezia, per ovvie ragioni, invece possiede una rete di linee di navigazione.

## Porti

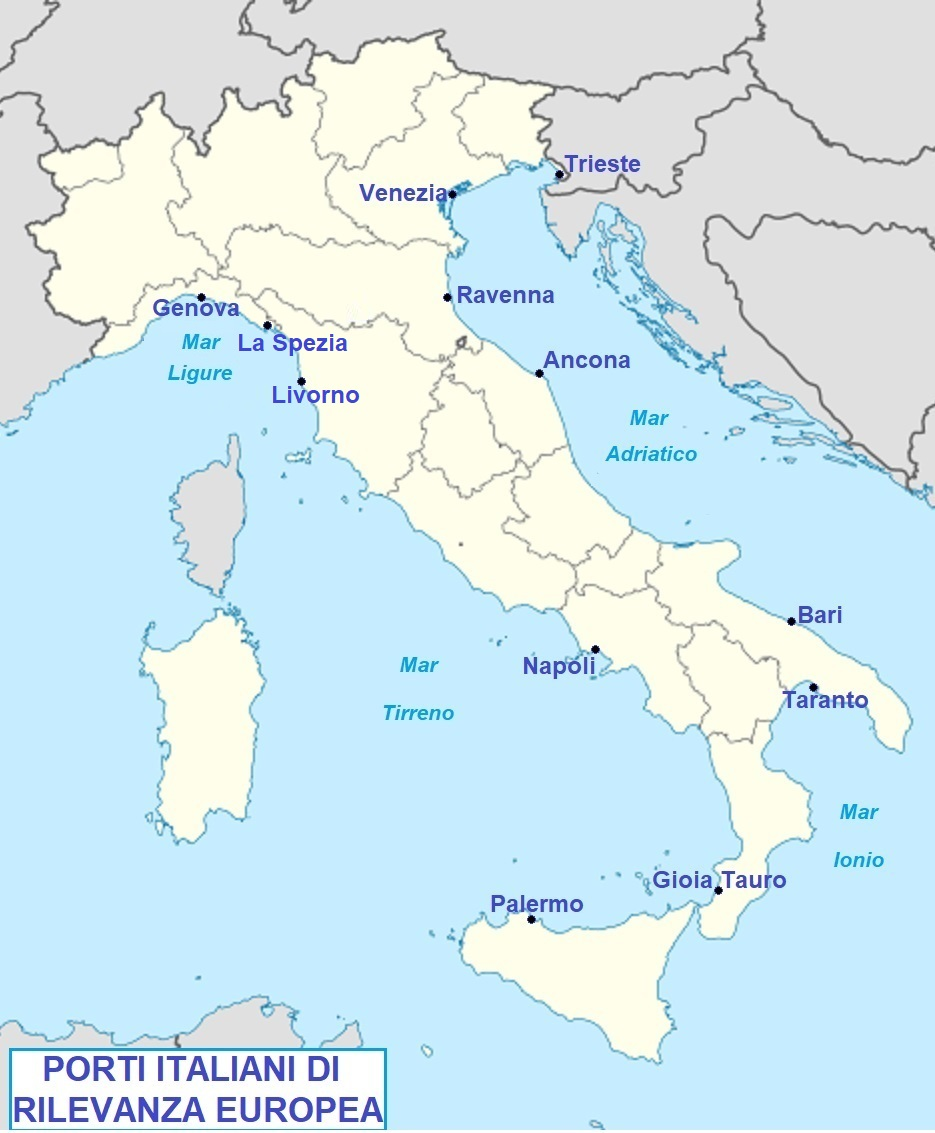
Localizzazione dei porti italiani di rilevanza europea, stabiliti dalla Commissione europea:

Il più grande porto del Paese è quello di Genova, che è anche il più importante sia per profilo occupazionale diretto e dell'indotto, sia per linee di navigazione, sia per movimentazione container con destinazione finale. Segue un elenco dei principali porti italiani; sono citati i primi tre di ogni categoria.
- Traffico mercantile
  - Movimentazione totale di merce in tonnellate: porto di Trieste, porto di Genova, porto di Livorno[11][12].
  - Traffico di container: porto di Gioia Tauro (per il trasbordo) e porto di Genova (per destinazione finale), porto della Spezia[11][12].
- Traffico di veicoli e passeggeri
  - Traffico internazionale di veicoli e passeggeri: porto di Ancona, porto di Venezia e porto di Bari[13][14].
  - Traffico nazionale di passeggeri: porto di Messina, porto di Reggio Calabria e porto di Napoli[15][16][17].
  - Crociere: porto di Civitavecchia, porto di Napoli e porto di Genova[18].
- Pesca
  - Per volume sbarcato: porto di Mazara del Vallo, porto di Ravenna e porto di Ancona[19].
  - Per consistenza della flotta peschereccia (TSL): porto di Mazara del Vallo, porto di Chioggia, porto di Ancona[20]
- Porti militari
  - Arsenali: Arsenale Militare Marittimo di Taranto, arsenale militare marittimo di Augusta e arsenale militare marittimo di La Spezia.

La Commissione europea ha inserito dodici porti italiani tra quelli di rilevanza europea: porto di Ancona, porto di Bari, porto di Genova,  porto di Gioia Tauro, porto della Spezia, porto di Livorno, porto di Napoli, porto di Palermo, porto di Ravenna, porto di Taranto, porto di Trieste, porto di Venezia (mappa a fianco).
Sono sede di autorità di sistema portuale tutti i dodici porti di rilevanza europea appena elencati, più il porto di Augusta, il porto di Cagliari, il porto di Civitavecchia e il porto di Messina.

## Aeroporti

### Traffico merci
I principali aeroporti italiani per traffico merci sono Milano-Malpensa, con traffico superiore a 650.000 tonnellate annue, e Roma-Fiumicino, con più di 150.000 tonnellate annue.
Tra gli altri, si segnalano:
- 7 aeroporti con più di 10.000 tonnellate annue: Bologna, Venezia, Brescia, Bergamo, Roma-Ciampino, Pisa e Napoli;
- 3 aeroporti con più di 5.000 tonnellate annue: Ancona, Catania e Cagliari;
- 21 aeroporti con meno di 5.000 tonnellate annue.

I dati sono riferiti al 2024.

### Traffico passeggeri
Il principale aeroporto italiano per traffico passeggeri è Roma-Fiumicino, con traffico superiore a 32 milioni di passeggeri annui.
Tra gli altri, si segnalano:
- 5 aeroporti con più di dieci milioni di passeggeri annui: Milano-Malpensa, Bergamo, Napoli, Venezia e Catania;
- 17 aeroporti con più di un milione di passeggeri annui;
- 4 aeroporti con più di mezzo milione di passeggeri annui;
- 14 aeroporti con meno di mezzo milione di passeggeri annui.

I dati sono riferiti al 2024.

### Hub
- Fiumicino/Leonardo Da Vinci (Roma)
- Malpensa/Città di Milano (Milano)

### Aeroporti con piste asfaltate
- totale: 97

Lunghezza piste:
- oltre 3.047 m: 7: Roma-Fiumicino, Milano-Malpensa, Venezia Tessera, Torino-Caselle, Palermo-Punta Raisi, Genova-Sestri Ponente, Verona-Villafranca, Taranto-Grottaglie
- tra 2.438 e 3.047 m: 33
- tra 1.524 e 2.437 m: 15
- tra 914 e 1.523 m: 31
- sotto i 914 m: 12 (1999)

### Aeroporti con piste non asfaltate
- totale: 39

Lunghezza piste:
- tra 1.524 e 2.437 m: 2
- tra 914 e 1.523 m: 19
- sotto 914 m: 18 (1999)

### Compagnie aeree nazionali
Le principali sono:
- ITA Airways (compagnia di bandiera)
- Air Dolomiti
- Neos Air
- Blue Panorama Airlines
- Air Italy (chiusura per liquidazione nel 2020)

## Autolinee
Il settore del trasporto autobus di lunga distanza in Italia e stato liberalizzato nel 2013, passando da un regime di concessioni esclusive ad uno di autorizzazioni, non esclusive. Dal punto di vista autorizzativo c'è maggiore chiarezza e minore certezza normativa e soprattutto maggiore omogeneità contrattuale tra concorrenti. Il trasporto su autobus si è sempre limitato all'offerta in aree a bassa densità. Al contrario il trasporto ferroviario, ha una grande importanza sui corridoi densi tra grandi aree urbane. A rete attuale, il trasporto su autobus serve (direttamente o attraverso comuni vicini) due terzi della popolazione italiana. La rete di trasporto su autobus in Italia si è sviluppata in modo diverso a livello regionale, con un aumento dei collegamenti extraurbani e a lunga percorrenza.
La nascita delle compagnie aeree low cost negli anni novanta aveva già portato una rivoluzione nel sistema tariffario della lunga percorrenza, il cosiddetto yield management, in seguito adottato anche dal trasporto ferroviario. Anche le compagnie di autobus low cost presentano la stessa struttura organizzativa, simile al modello low cost aereo.
Nel mercato ci sono più di duecento compagnie di autolinee private che effettuano trasporto passeggeri. Le prime ad entrare nel mercato in Italia sono Marinobus e il gruppo Baltour-Sena-Eurolines, che offrono un servizio estensivo, collegando le principali città all'interno di una o più regioni e raggiungono anche destinazioni internazionali. A queste poi si aggiungono Megabus e Flixbus, compagnie europee note a livello internazionale che si sono espanse anche in Italia offrendo numerosi collegamenti in autobus.